# ورا منچیک
وِرا فرانسِونا مِنچیک (روسی: Вера Францевна Менчик؛ چکی: Věra Menčíková؛ ۱۶ فوریهٔ ۱۹۰۶ در مسکو، امپراتوری روسیه – ۲۷ ژوئن ۱۹۴۴ در کلاپام، بریتانیا) شطرنج‌باز اهل روسیه-چکسلواکی-بریتانیا بود که به عنوان نخستین قهرمان شطرنج زنان جهان شناخته شده‌است. او همچنین در تورنمنت‌های شطرنج با برخی از استادان برجسته شطرنج رقابت کرد و بسیاری از آنها از جمله ماکس اویوه، قهرمان آیندهٔ جهان را شکست داد.

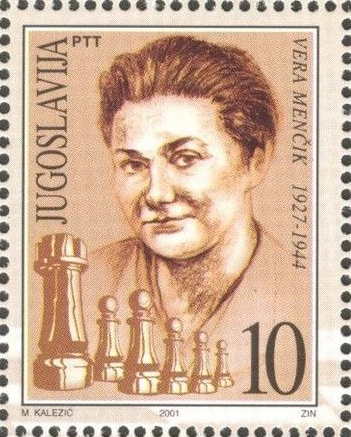
تمبر یادبود وِرا منچیک، ۲۰۰۱ یوگسلاوی

او در ۱۹۰۶ میلادی در مسکو به‌دنیا آمد و تا پانزده سالگی در آن شهر زندگی کرد. پدرش František Menčík اهل بوهم چکسلواکی و مادرش اُلگا ایلینگ‌ورث، یک انگلیسی بود. در نه سالگی شطرنج را پدرش به او یاد داد. در ۱۵ سالگی در مسابقه شطرنج مدرسه شرکت کرد و دوم شد.
پس از انقلاب پدرش کارخانه‌ای را که متعلق به او بود و در نهایت نیز خانه بزرگی را که خانواده در آن زندگی می‌کردند، از دست داد. پس‌از جدایی والدین وِرا، پدرش به بوهم بازگشت و در پاییز ۱۹۲۱ الگا و دخترانش به هیستینگز، انگلستان رفتند تا با مادر الگا زندگی کنند.
منچیک تا ۱۹۴۴ میلادی برای مدت ۱۷ سال قهرمان شطرنج زنان جهان بود. او در این سال‌ها دو بار ملیت خود را عوض کرد و عنوان قهرمانی شطرنج زنان جهان، به کشورهای چکسلواکی و انگلستان نیز رسید. این دو کشور پس از آن هیچگاه نتوانستند به دنیای شطرنج، قهرمان معرفی کنند.
الکساندر آلخین او را پدیده‌ای استثنایی به‌شمار می‌آورد و ذوق و استعدادش را تحسین می‌کرد.

## مسابقات قهرمانی جهان زنان
او پس‌از پیروزی در نخستین مسابقات قهرمانی جهان زنان در ۱۹۲۷ میلادی، در راه کسب مقام قهرمانی جهان و حفظ آن در این مدت، با موفقیت از عنوان خود شش بار دیگر در مسابقاتی که در طول عمرش برگزار شد، دفاع کرد. در طی این مسابقات او ۸۱ بار با حریفان روبرو شد که ۷۶ پیروزی، ۴ تساوی و فقط یک شکست داشت.
- ۱۹۲۷، به نمایندگی از روسیه در نخستین مسابقات قهرمانی جهان زنان در لندن؛ کسب مقام اول با امتیاز ‎(+۱۰−۰=۱).
- ۱۹۳۰، به نمایندگی از چکسلواکی در دومین مسابقات قهرمانی جهان زنان در هامبورگ؛ کسب مقام اول با امتیاز ‎(+۶−۱=۱).
- ۱۹۳۱، به نمایندگی از چکسلواکی در سومین مسابقات قهرمانی جهان زنان در پراگ؛ کسب مقام اول با امتیاز ‎(+۸−۰=۰).
- ۱۹۳۳، به نمایندگی از چکسلواکی در چهارمین مسابقات قهرمانی جهان زنان در فوکستون؛ کسب مقام اول با امتیاز ‎(+۱۴−۰=۰).
- ۱۹۳۵، به نمایندگی از چکسلواکی در پنجمین مسابقات قهرمانی جهان زنان در ورشو؛ کسب مقام اول با امتیاز ‎(+۹−۰=۰).
- ۱۹۳۷، به نمایندگی از چکسلواکی در ششمین مسابقات قهرمانی جهان زنان در استکهلم؛ کسب مقام اول با امتیاز ‎(+۱۴−۰=۰).
- ۱۹۳۹، به نمایندگی از انگلستان در هفتمین مسابقات قهرمانی جهان زنان در بوئنوس آیرس؛ کسب مقام اول با امتیاز ‎(+۱۷−۰=۲).

در طی جنگ جهانی دوم و در ۲۷ ژوئن ۱۹۴۴، او، خواهرش اُلگا و مادرشان در یک حمله هوایی توسط وی-۱ در خانه‌ای در جاده گودن ۴۷ در ناحیه کلاپام لندن جنوبی کشته شدند. وِرا مِنچیک به‌هنگام مرگ فقط ۳۸ سال داشت.